# Выборгский железнодорожный вокзал (1953)
Выборгский железнодорожный вокзал — построенный в 1953 году на Выборгской железнодорожной станции комплекс из зданий и сооружений в пункте пассажирских перевозок путей сообщения, предназначенный для обслуживания пассажиров и обработки их багажа. Возведённое по проекту архитекторов А. В. Васильева, Д. С. Гольдгора, С. Б. Сперанского и инженера А. Н. Беркова двухэтажное здание с обращённым к Вокзальной площади привлекательным фасадом, оформленным в стиле триумф при преобладающем влиянии неоклассицизма, включено в перечень памятников архитектуры.

## История
Современное здание железнодорожного вокзала — уже третье по счёту. Оно построено на месте прежнего вокзального комплекса, разрушенного в годы Великой Отечественной войны. В ходе послевоенного восстановления Выборга перед ленинградскими архитекторами А. В. Васильевым, Д. С. Гольдгором, С. Б. Сперанским и инженером А. Н. Берковым была поставлена задача увековечить подвиг советских воинов-победителей. Поэтому фасады и интерьеры построенного в 1951—1953 годах вокзала выполнены с использованием тех приёмов сталинской архитектуры, благодаря которым спроектированное в 1949 году здание Волховского вокзала — монумент славы героев Волховского фронта — получило почётную грамоту на Всесоюзном конкурсе лучших проектов и сооружений.

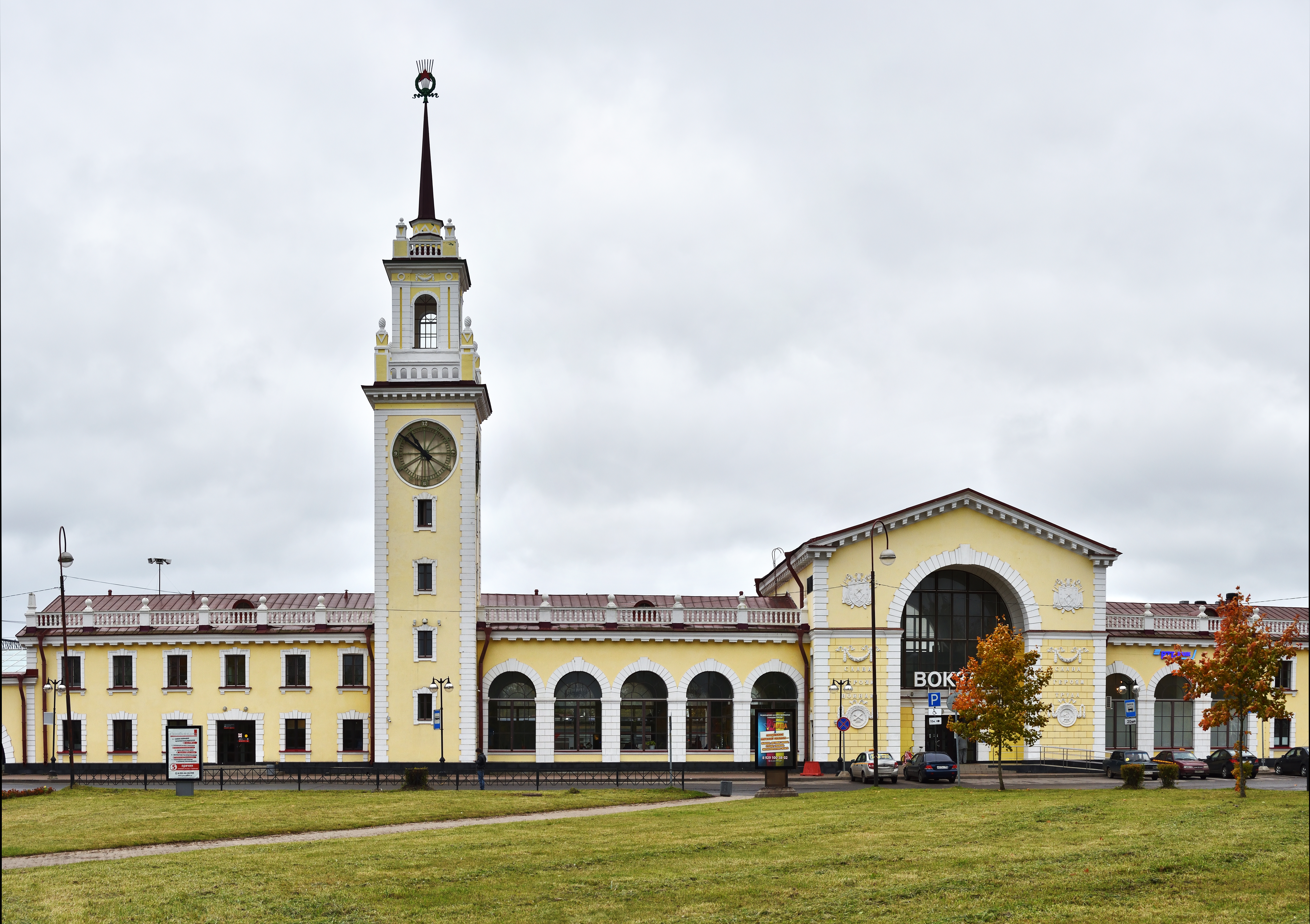
Волховский вокзал с часовой башней

Пышно отделанный фасад и интерьеры вокзала в Выборге обильно декорированы с применением заимствованных у мастеров ампира классицистических элементов: таких, как коринфская колоннада с высокими треугольными портиками, внушительные люстры с подвесками, орнаменты из дубовых листьев на фоне знамён победы, жезлы и щиты со звёздами, венками и гирляндами из ветвей дуба, лавра и цветов. Исследователем А. С. Мысько здание вокзала рассматривается как одно из двух мест скопления пентаграмм в Выборге (наряду с Аллеей актёрской славы). Обращает на себя внимание высокий вестибюль — двусветный зал с полированными колоннами под красный гранит и лепными украшениями, широкими лестницами и арочными проходами. Перекрытие второго этажа опирается на колонны, располагающиеся у ограждения балкона. Скульптурная композиция на втором этаже, изображавшая В. И. Ленина и И. В. Сталина в окружении революционных матросов и солдат на фоне развевающихся знамён, в первоначальном варианте простояла недолго: после развенчания культа личности в 1956 году была убрана фигура Сталина, а позже демонтировали и урезанную скульптурную группу. Важными элементами торжественного интерьера остались медальоны с изображением В. И. Ленина и Нарвских ворот, символизирующие революционные и военные победы. Архитектор Д. С. Гольдгор разрабатывал проекты первых временных триумфальных арок в Ленинграде, предназначавшихся для встречи победителей. И центральная часть здания выборгского вокзала, оформленная, как и в первом, деревянном вокзальном здании, простым треугольным завершением, также напоминает триумфальную арку. При этом архитекторами повторена схема с арочной секцией и огромным витражом с часами в центре, существовавшая в предыдущем здании.
Вплоть до сооружения в 2011 году стелы «Город воинской славы» выборгский железнодорожный вокзал был в центре города наиболее значительным памятником из тех, что увековечивают подвиг советских воинов-победителей.
Являясь главным элементом застройки Вокзальной площади, здание имеет важное градоформирующее значение: на него ориентированы Ленинградский проспект и Вокзальная улица. Исследователи считают его самым значительным памятником сталинской архитектуры в Выборге, отмечая, что ему присущи основные достоинства и недостатки данного направления. Говоря о недостатках, искусствовед Е. Е. Кепп относил вокзал к примерам «злоупотребления архитектурными формами прошлого, стремления к декоративной перенасыщенности в ущерб качеству и экономичности постройки». Вместе с тем в литературе о Выборге вокзал обычно упоминается в числе достопримечательностей, а изображения его привлекательного фасада широко тиражируются на открытках с видами города.

Один из первых вариантов проекта вокзала. В дальнейшем башню проектировали с другой стороны

Работами по возведению вокзала занимались военные строители. Только изготовление колонн главного фасада было поручено гражданским специалистам. Труд обычных военных и гражданских специалистов увековечен в медальонах на фасаде, обращённом к перрону: это профили одного из военных строителей-офицеров и станционной буфетчицы. Активным участником строительства стал командир батальона подполковник Чижов, в августе 1941 года в звании лейтенанта служивший в войсковой части, выполнившей приказ о заминировании предыдущего вокзального здания.
Современное здание вокзала уступает по площади предыдущему вокзальному комплексу, повторяя габариты главного из его трёх корпусов. Сохранилась часть второго корпуса — багажное отделение на Привокзальной площади. Место третьего корпуса занимает небольшой павильон подземного пассажирского перехода. Также сохранился грузовой тоннель с подъёмником для багажа: он использовался в послевоенное время, однако затем был выведен из эксплуатации. Пассажирский тоннель, связывавший до войны Вокзальную площадь и Путейскую улицу, засыпан. Предполагавшееся проектом строительство высокой часовой башни со шпилем для зрительного объединения старого и нового корпусов не состоялось.
По решению жюри конкурса на лучшие жилые и гражданские здания, выстроенные в городах и рабочих поселках РСФСР в 1953 году, архитектор А. В. Васильев был удостоен почётной грамоты Управления по делам архитектуры при Совете министров РСФСР.
В просторном здании вокзала разместилась Выборгская таможня, а на первом этаже располагалось отделение агентства «Интурист», обслуживавшее иностранцев. Большой популярностью пользовался ресторан на более чем 100 посадочных мест, находившийся на втором этаже. В 2010 году проведена реконструкция вокзала с частичной перепланировкой и перепрофилированием некоторых помещений.
В память о том, что в 1906—1917 годах в Выборге неоднократно бывал В. И. Ленин, на здании вокзала установлена мемориальная доска. Из известных посетителей современного вокзала в литературе обычно упоминают Н. А. Булганина (13 июня 1957 г.), Н. С. Хрущёва (13 июня 1957 г., 2 сентября 1960 года), Ю. А. Гагарина (30 июня 1961 года) и Л. И. Брежнева (1961 г., 1963 г., 29 июля 1975 года).

## Изображения

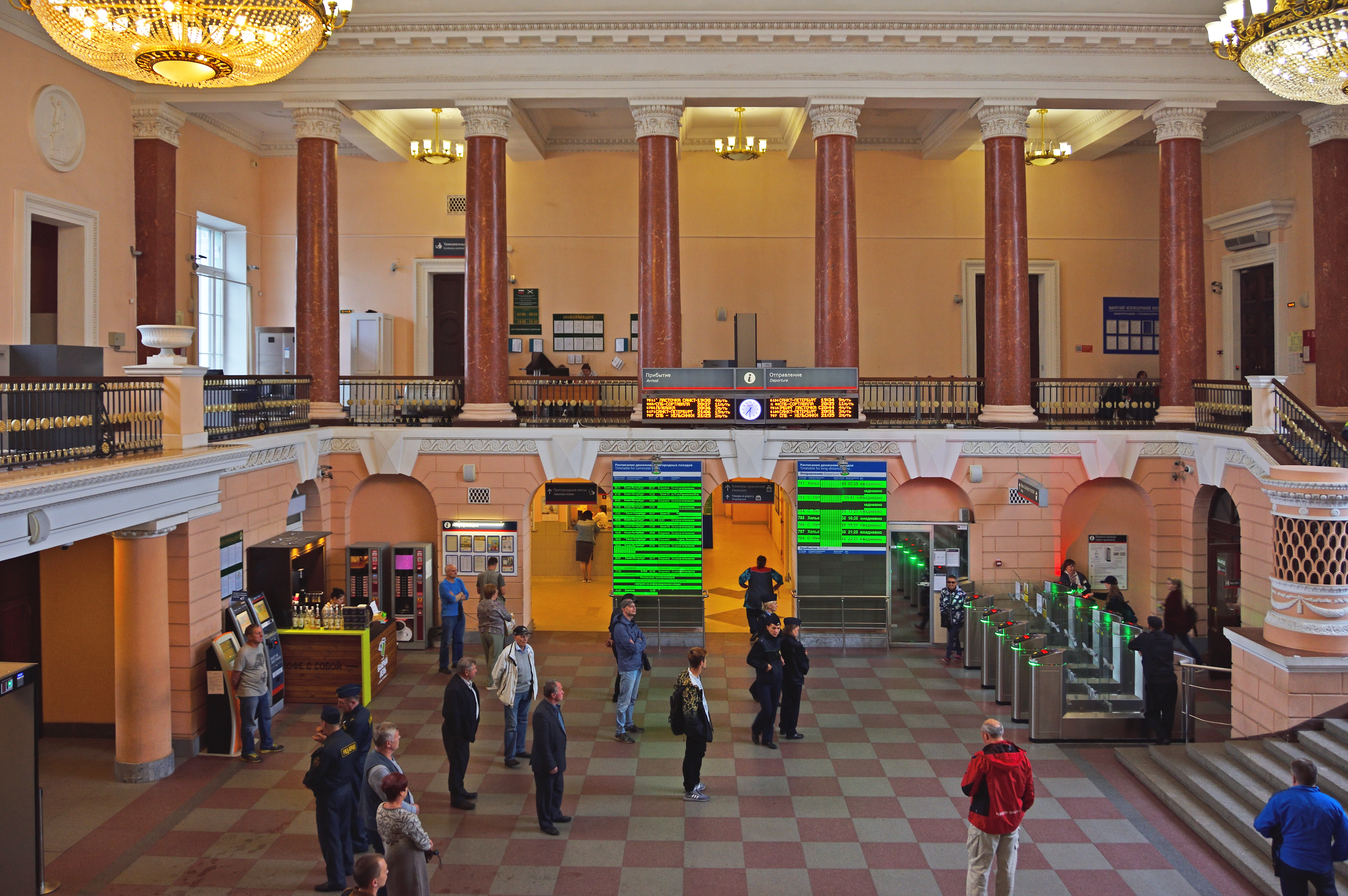
Интерьер вестибюля в 2019 году
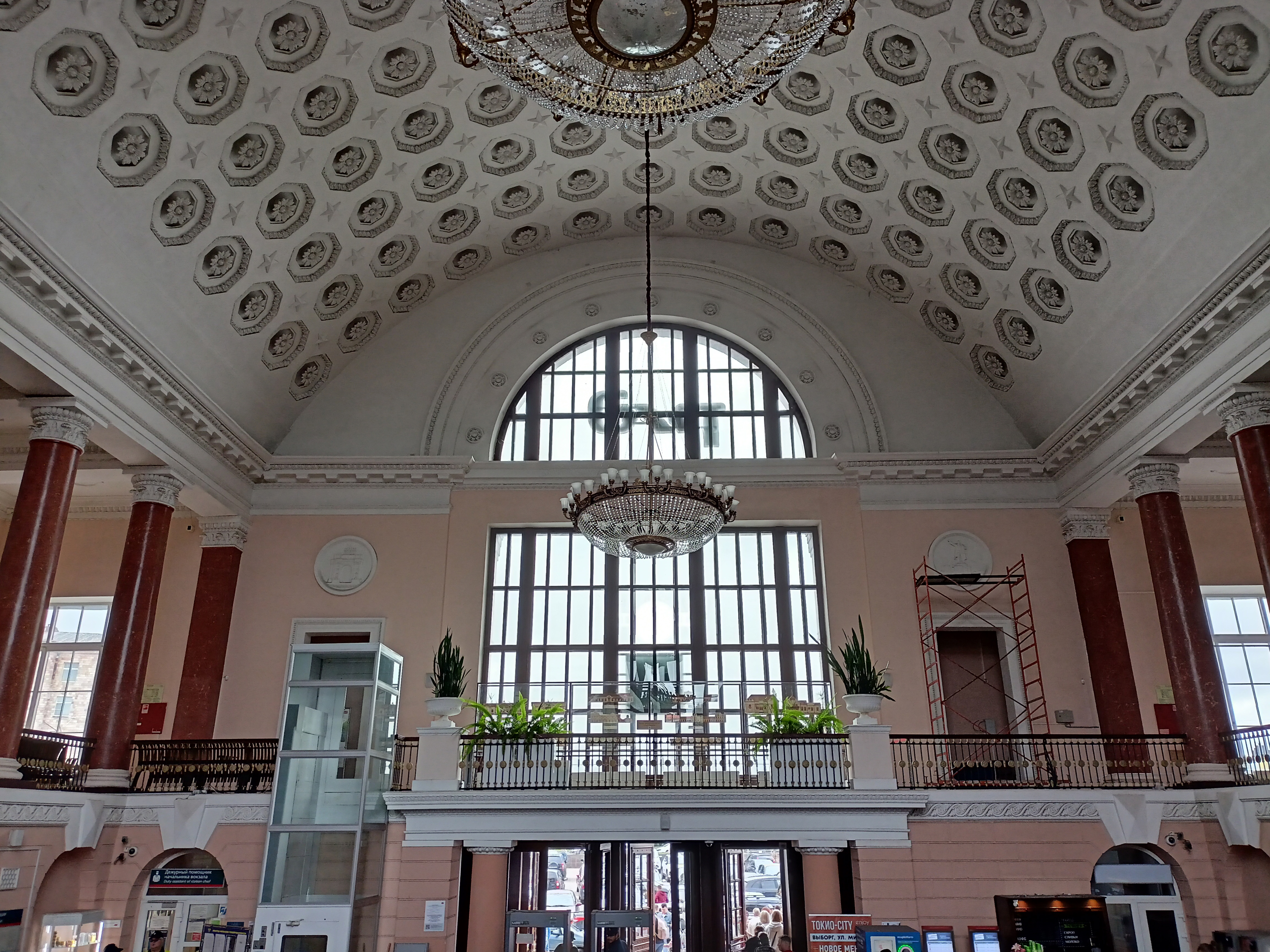
Интерьер вестибюля в 2023 году
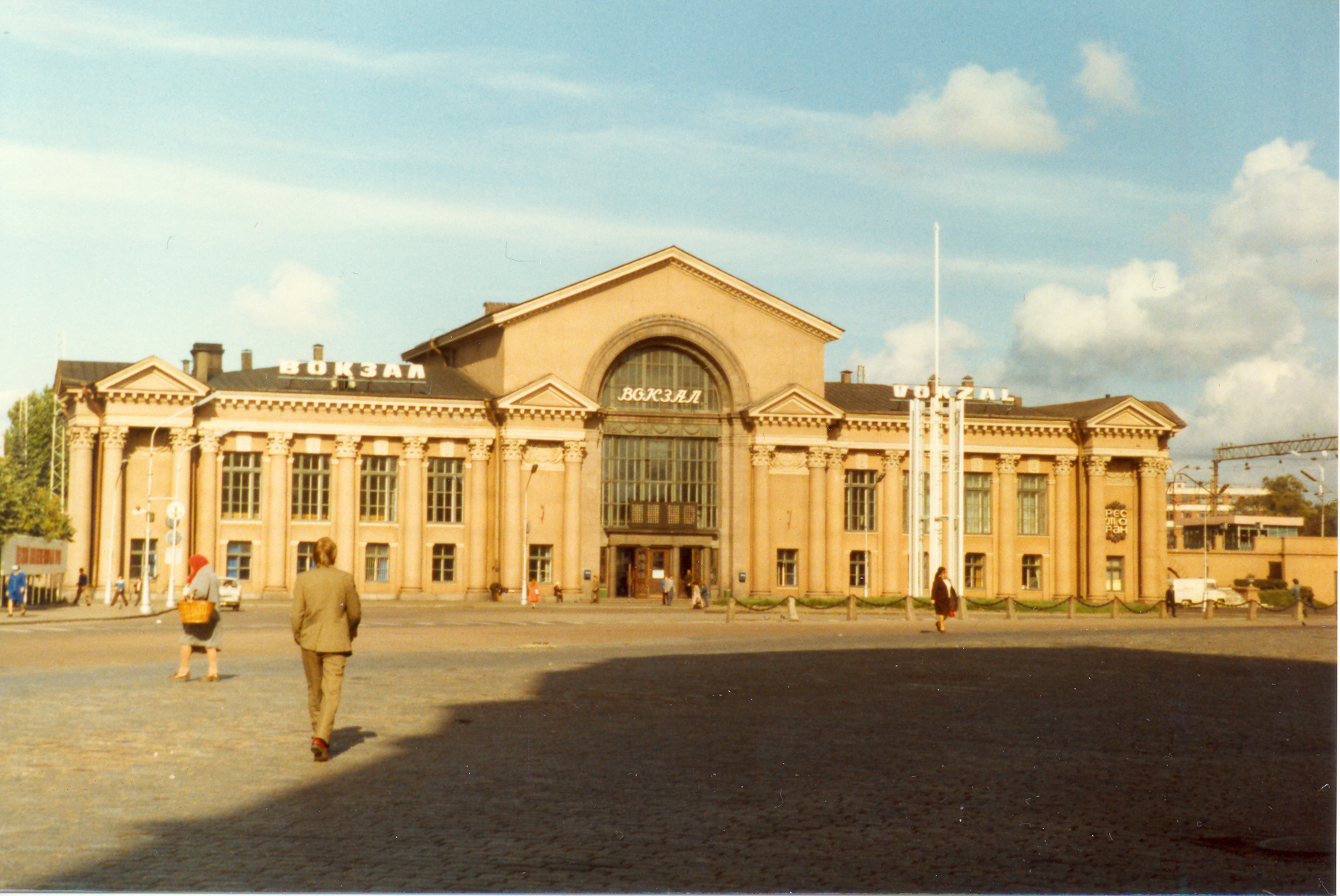
Вокзал в 1980 году
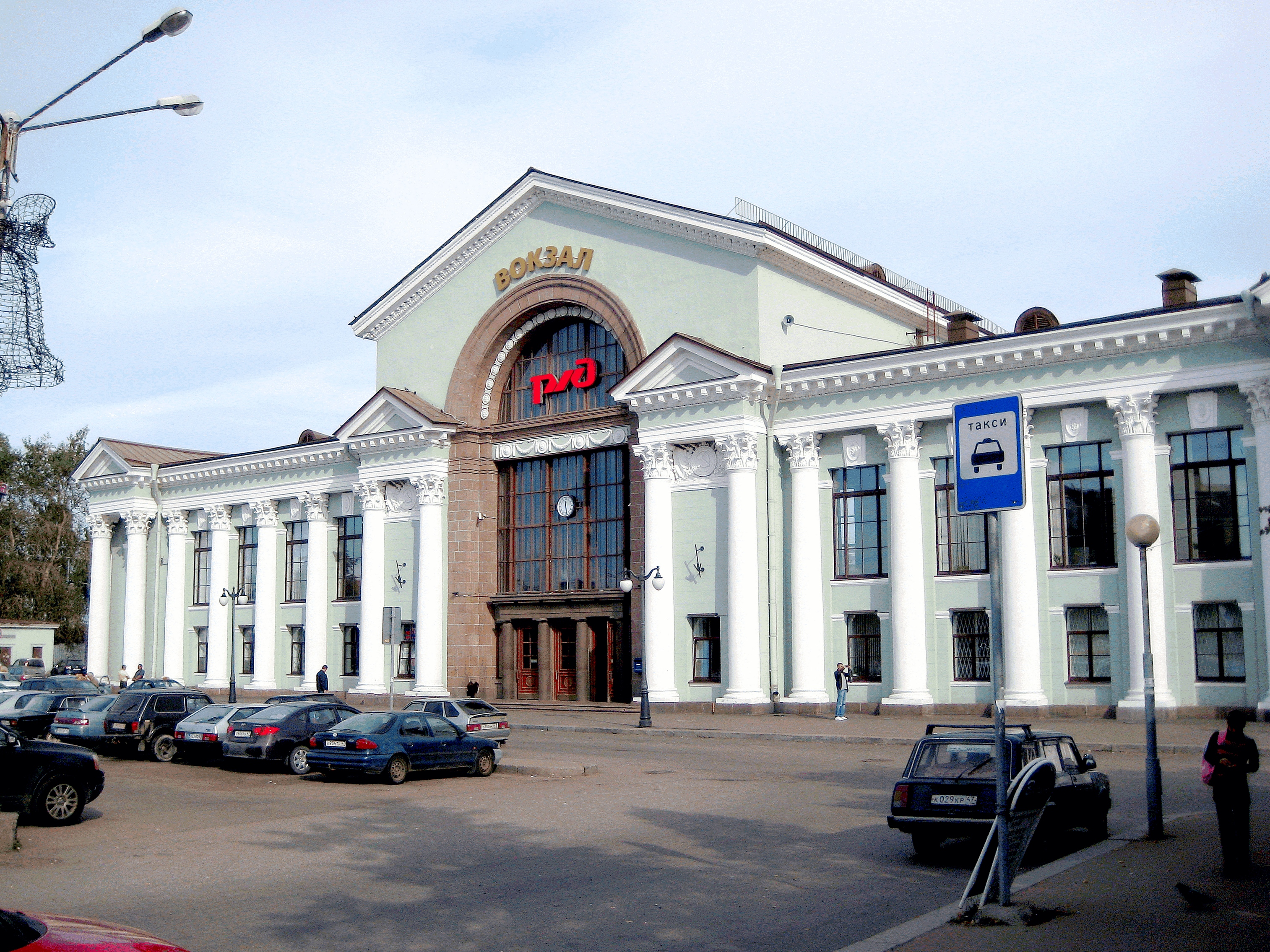
Вокзал в 2013 году
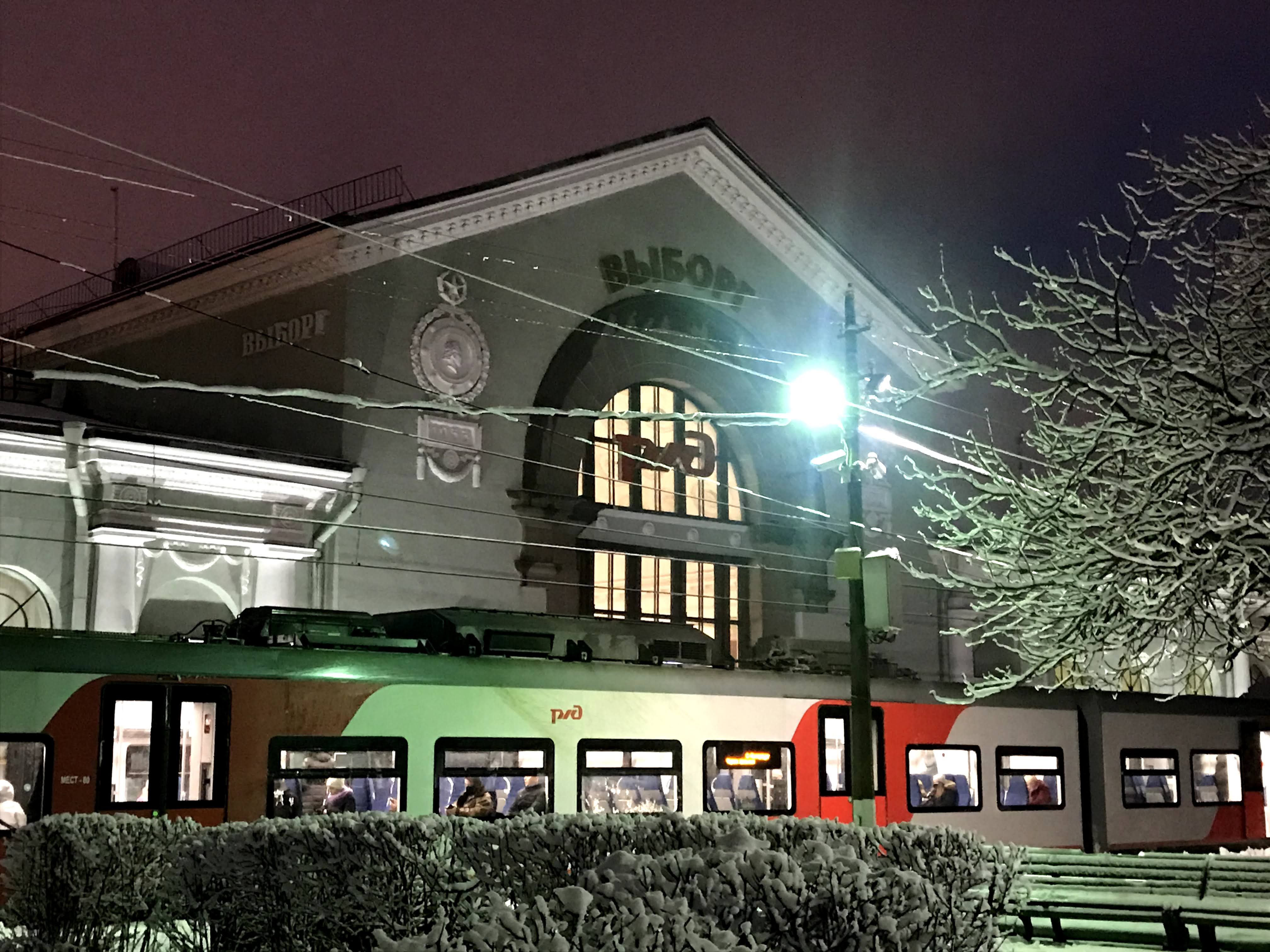
Вид со стороны перрона в 2021 году